# New Empire, Vol. 2
New Empire, Vol. 2 è il settimo album in studio del gruppo musicale statunitense Hollywood Undead, pubblicato nel 2020.

## Tracce
1. Medicate – 3:09
2. Comin' Thru the Stereo (featuring Hyro the Hero) – 3:26
3. Ghost Out – 2:43
4. Gonna Be OK – 2:54
5. Monsters (featuring Killstation) – 3:03
6. Idol (featuring Tech N9ne) – 4:07
7. Coming Home – 3:13
8. Unholy – 2:39
9. Worth It – 3:01
10. Heart of a Champion (remix; featuring Jacoby Shaddix of Papa Roach and Spencer Charnas of Ice Nine Kills) – 3:30

- Tracce Bonus

1. Idol (featuring Ghøstkid) – 4:07
2. Idol (featuring Kurt92) – 4:07

## Formazione
Hollywood Undead
- Jorel "J-Dog" Decker – voce, chitarra, basso, tastiera
- Dylan "Funny Man" Alvarez – voce
- George "Johnny 3 Tears" Ragan – voce, basso
- Jordon "Charlie Scene" Terrell – voce, chitarra
- Daniel "Danny" Murillo – voce, tastiera, chitarra, basso

Altri musicisti
- Hyro the Hero – voce (traccia 2)
- Killstation – voce (5)
- Tech N9ne – voce (6)
- Jacoby Shaddix – voce (10)
- Spencer Charnas – voce (10)
- Ghøstkid – voce (11)
- Kurt92 – voce (12)
- Luke Holland – batteria